# اسکراس
اسکراس (به فرانسوی: Ascros) یک کمون در فرانسه است که در canton of Puget-Théniers واقع شده‌است. اسکراس ۱۷٫۷۴ کیلومتر مربع مساحت دارد ۱٬۱۵۰ متر بالاتر از سطح دریا واقع شده‌است.